# Ломница (Рековац)
Ломница је насеље у Србији у општини Рековац у Поморавском округу. Према попису из 2022. било је 116 становника.

## Историја
До Другог српског устанка Ломница се налазила у саставу Османског царства. Након Другог српског устанка Ломница улази у састав Кнежевине Србије и административно је припадала Јагодинској нахији и Левачкој кнежини све до 1834. године када је Србија подељена на сердарства.
Овде се налазе Запис Вукојичића храст северни (Ломница), Запис Вукојичића храст јужни (Ломница) и Запис јасен (Ломница).

## Демографија
У насељу Ломница живи 170 пунолетних становника, а просечна старост становништва износи 52,3 година (50,9 код мушкараца и 53,6 код жена). У насељу има 74 домаћинства, а просечан број чланова по домаћинству је 2,51.
Ово насеље је великим делом насељено Србима (према попису из 2002. године), а у последња три пописа, примећен је пад у броју становника.
|  |

| Демографија | Демографија | Демографија |
| Година      | Становника  | Становника  |
| ----------- | ----------- | ----------- |
| 1948.       | 465         |             |
| 1953.       | 483         |             |
| 1961.       | 430         |             |
| 1971.       | 356         |             |
| 1981.       | 287         |             |
| 1991.       | 241         | 240         |
| 2002.       | 186         | 196         |

| Етнички састав према попису из 2002.‍ | Етнички састав према попису из 2002.‍ | Етнички састав према попису из 2002.‍ | Етнички састав према попису из 2002.‍ | Етнички састав према попису из 2002.‍ |
| ------------------------------------ | ------------------------------------ | ------------------------------------ | ------------------------------------ | ------------------------------------ |
|                                      |                                      |                                      |                                      |                                      |
| Срби                                 | Срби                                 |                                      | 182                                  | 97,84%                               |
| Словенци                             | Словенци                             |                                      | 1                                    | 0,53%                                |
| Словаци                              | Словаци                              |                                      | 1                                    | 0,53%                                |
| Македонци                            | Македонци                            |                                      | 1                                    | 0,53%                                |
| непознато                            | непознато                            |                                      | 0                                    | 0,0%                                 |

| Ломница у пописима Јагодинске нахије — од 1818. до 1829.                          |       |       |       |       |       |       |          |       |       |       |       |       |
| Година пописа                                                                     | 1818. | 1819. | 1820. | 1821. | 1822. | 1823. | 1824/25. | 1825. | 1826. | 1827. | 1828. | 1829. |
| Куће                                                                              | 14    | 14    | 14    | 16    | 16    | 16    | 15       | 14    | 15    | 15    | 16    | 15    |
| Пореске главе*                                                                    | -     | 20    | 17    | 19    | 19    | 20    | 19       | 19    | 18    | 18    | 17    | 17    |
| Арачке главе**                                                                    | 38    | 43    | 46    | 48    | 50    | 48    | 49       | 49    | 46    | 49    | 50    | 50    |
| *Пореске главе = Ожењени мушкарци \| ** Арачке главе = Мушкарци од 7 до 70 година |       |       |       |       |       |       |          |       |       |       |       |       |

| Година пописа     | 1948. | 1953. | 1961. | 1971. | 1981. | 1991. | 2002. |
| ----------------- | ----- | ----- | ----- | ----- | ----- | ----- | ----- |
| Број домаћинстава | 95    | 93    | 94    | 102   | 91    | 84    | 74    |

| Број чланова      | 1  | 2  | 3 | 4 | 5 | 6 | 7 | 8 | 9 | 10 и више | Просек |
| ----------------- | -- | -- | - | - | - | - | - | - | - | --------- | ------ |
| Број домаћинстава | 23 | 24 | 8 | 8 | 7 | 4 | 0 | 0 | 0 | 0         | 2,51   |

| Пол    | Укупно | Неожењен/Неудата | Ожењен/Удата | Удовац/Удовица | Разведен/Разведена | Непознато |
| ------ | ------ | ---------------- | ------------ | -------------- | ------------------ | --------- |
| Мушки  | 80     | 17               | 54           | 7              | 1                  | 1         |
| Женски | 92     | 11               | 50           | 29             | 1                  | 1         |
| УКУПНО | 172    | 28               | 104          | 36             | 2                  | 2         |

| Пол    | Укупно                    | Пољопривреда, лов и шумарство | Рибарство                            | Вађење руде и камена | Прерађивачка индустрија       |
| ------ | ------------------------- | ----------------------------- | ------------------------------------ | -------------------- | ----------------------------- |
| Мушки  | 57                        | 39                            | 0                                    | 0                    | 9                             |
| Женски | 47                        | 35                            | 0                                    | 0                    | 2                             |
| УКУПНО | 104                       | 74                            | 0                                    | 0                    | 11                            |
| Пол    | Производња и снабдевање   | Грађевинарство                | Трговина                             | Хотели и ресторани   | Саобраћај, складиштење и везе |
| Мушки  | 0                         | 1                             | 1                                    | 1                    | 2                             |
| Женски | 0                         | 0                             | 3                                    | 2                    | 0                             |
| УКУПНО | 0                         | 1                             | 4                                    | 3                    | 2                             |
| Пол    | Финансијско посредовање   | Некретнине                    | Државна управа и одбрана             | Образовање           | Здравствени и социјални рад   |
| Мушки  | 0                         | 1                             | 0                                    | 1                    | 1                             |
| Женски | 0                         | 0                             | 0                                    | 1                    | 2                             |
| УКУПНО | 0                         | 1                             | 0                                    | 2                    | 3                             |
| Пол    | Остале услужне активности | Приватна домаћинства          | Екстериторијалне организације и тела | Непознато            | Непознато                     |
| Мушки  | 1                         | 0                             | 0                                    | 0                    | 0                             |
| Женски | 1                         | 0                             | 0                                    | 1                    | 1                             |
| УКУПНО | 2                         | 0                             | 0                                    | 1                    | 1                             |